# 제60회 베를린 국제 영화제
제60회 베를린 국제 영화제는 2010년 2월 11일에 열린 시상식이다.

## 수상 및 후보

### 황금곰상
- 벌꿀 - 세미 카플라노글루 수상

### 은곰상:심사위원대상
- 휘파람을 불고 싶다 - 플로린 세르반 수상

### 은곰상:심사위원상
- 더 디센트 - 샤이 미에드진스키 수상

### 은곰상:감독상
- 유령 작가 - 로만 폴란스키 수상

### 은곰상:여자연기자상
- 캐터필러 - 테라지마 시노부 수상

### 은곰상:남자연기자상
- 극지대에서 보낸 지난 여름 - 그리고리 도브리긴 수상
- 극지대에서 보낸 지난 여름 - 세르게이 푸스케팰리스 수상

### 은곰상:예술공헌상
- 극지대에서 보낸 지난 여름 - 파벨 코스토마로브 수상

### 황금곰상:단편영화상
- 은행에서 생긴 일 - 루벤 외스트룬드 수상

### 황금곰상:명예황금곰상
- 한나 쉬굴라 수상
- 울프강 콜하세 수상

### 은곰상:알프레드 바우어상
- 휘파람을 불고 싶다 - 플로린 세르반 수상

### 베를린카메라상
- 야마다 요지 수상
- Ulrich and Erika Gregor 수상
- Fine Art Foundry Noack 수상

### Deutsches Kinderhilfswerk:대상
- 보이 - 타이카 와이티티 수상

### Deutsches Kinderhilfswerk:특별상
- 아폴로 - 펠릭스 괴네르트 수상

### Deutsches Kinderhilfswerk상:특별언급
- 여행자 - 우니 르콩트 수상
- 식스 달러 피프티 맨 - 마크 엘비스턴 외 1명 수상

### DAAD 단편영화상
- 더 케이지 - 아드리안 시타루 수상

### 오늘의베를린상
- 키친 - 홍지영

### 경쟁부문
- 나는 곤경에 처했다! - 소상민
- 너와 나의 21세기 - 류형기
- 셔터 아일랜드 - 마틴 스코세이지
- 여배우들 - 이재용
- 여행자 - 우니 르콩트
- 파마 - 이란희
- 수학시험 - 정유미